# Wólka Łukowska
Wólka Łukowska [pronunciación en polaco: /ˈvulka wuˈkɔfska/] es una aldea en el distrito administrativo de Gmina Karniewo, dentro del condado de Maków, Voivodato de Mazovia, en el centro-este de Polonia. Se encuentra a unos 12 kilómetros al oeste de Maków Mazowiecki y 73 kilómetros al norte de Varsovia.